# عسل‌یاب کوچک
عسل‌یاب کوچک (نام علمی: Indicator minor) نام یک گونه از خانواده عسل‌یاب است.
این پرنده در این کشورها یافت می‌شود: آنگولا، بنین، بوتسوانا، بورکینافاسو، بوروندی، کامرون، جمهوری آفریقای مرکزی، چاد، جمهوری کنگو، جمهوری دموکراتیک کنگو، ساحل عاج، گینه استوایی، اریتره، اتیوپی، گابن، گامبیا، غنا، گینه، گینه بیسائو، کنیا، لسوتو، لیبریا، مالاوی، مالی، موزامبیک، نامیبیا، نیجر، نیجریه، رواندا، سنگال، سیرالئون، سومالی، آفریقای جنوبی، سودان، اسواتینی، تانزانیا، توگو، اوگاندا، زامبیا و زیمبابوه.